# Jamesdicksonia brunkii
Jamesdicksonia brunkii är en svampart som först beskrevs av Ellis & Galloway, och fick sitt nu gällande namn av J. Walker & R.G. Shivas 1998. Jamesdicksonia brunkii ingår i släktet Jamesdicksonia och familjen Georgefischeriaceae.   Inga underarter finns listade i Catalogue of Life.